# Veinteañero a los 40
Veinteañero a los 40, estilizado como 20añero a los 40, es una telenovela chilena, producida y transmitida por Canal 13 desde el 3 de enero hasta el 26 de julio de 2016, que narra la historia de un hombre que despierta de un coma tras 27 años de inactividad cerebral, en una sociedad totalmente distinta a la vivida casi 30 años atrás. Escrita por Sergio Díaz, dirigida por Germán Barriga, producida por Vania Portilla y Herval Abreu, bajo las órdenes de Ignacio Arnold.
Protagonizada por Francisco Pérez Bannen y Tamara Acosta. Fue estrenada el 3 de enero de 2016, en segundo lugar en sintonía en su horario con 17,2 puntos de índice de audiencia.[cita requerida]

## Argumento
La historia empieza en 1988, y sigue la historia de Francisco Bustamante (Max Salgado), un joven idealista con una vida planeada y que logró conocer el amor dentro del puro y noble corazón de Rafaela Guerra (Katherine Muñoz), sin embargo, su perfecta vida se ve interrumpida veinte años tras sufrir un accidente que lo deja en coma. El responsable del accidente desapareció del día a la mañana.
Han pasado 27 años, desde que Pancho (Francisco Pérez Bannen) quedó en coma, y no ha habido síntomas de mejora. Quién se encarga de ayudarlo es la romántica Katia (Fernanda Urrejola), que gracias a sus terapias ha logrado hacerlo despertar. Paralelamente Rafaela (Tamara Acosta) rehízo su vida con el mejor amigo de la juventud de este, Alejandro (Pablo Macaya), con quien tiene dos hijos.
La familia de Francisco es compuesta por su clasista madre Ester (Silvia Santelices) que no soporta la relación de su hijo con Rafaela, su hermana menor Fátima (Sigrid Alegría) casada con Eliseo (Néstor Cantillana), sus sobrinas Agustina (Catalina Benítez) e Isidora (Catalina Castelblanco), y su chispeante nana Janín (Patricia López), que es considerada como parte de su familia, porque no le han pagado la mensualidad desde hace más de cinco años.
En el clan que lideran Rafa y Jano, se encuentran Gabriel (Hernán Contreras) y Bastián (Jaime Artus), dos hermanos muy opuestos, el primero debe debatir su amor por una monja de gran devoción y su amor por su hijo al que se lo dejan a su cuidado de un día a la mañana, y el segundo es un joven inteligente que lleva años comprometido con Gracia (Daniela Nicolás) y cuyo corazón se sentirá alterado con la llegada de una joven española Maya (Aída Escudero).
Otros personajes que influyen en la historia, serán Cristián (Luis Gnecco) el dueño de una empresa tecnológica que se enamora de la hermana de Pancho y su hijo Oliver (Ariel Levy) el mejor amigo de Bastián. La parrillada "El Toro Taquilla" es el lugar de trabajo de los protagonistas de la historia; en ese lugar se radican el simpático Jonathan (Claudio Castellón), la devota Sor Virginia (Catalina González) y la arribista Alison (Karla Melo).
Al despertar Pancho su mundo se verá cambiado de forma radical, pues deberá radicarse en un nuevo Chile, donde deberá buscar la forma de reconquistar a Rafaela y reubicarse en un Santiago distinto al de hace 28 años.

## Reparto

### Principales
- Francisco Pérez Bannen como Francisco Bustamante

- Max Salgado como Francisco joven

- Tamara Acosta como Rafaela Guerra

- Katherine Muñoz como Rafaela joven

- Pablo Macaya como Alejandro Toro

- Matías Burgos como Alejandro joven

- Fernanda Urrejola como Katia Jorquera
- Néstor Cantillana como Eliseo Garcés
- Sigrid Alegría como Fátima Bustamante
- Silvia Santelices como Ester Lynch
- Luis Gnecco como Cristián Grez
- Patricia López como Janín Díaz
- Katyna Huberman como Jacqueline Munita
- Alejandro Trejo como Alberto Guerra
- Hernán Contreras como Gabriel Toro
- Constanza Piccoli como Nicole Basáez
- Jaime Artus como Bastián Toro
- Daniela Nicolás como Gracia Montero
- Catalina Castelblanco como Isidora Garcés
- Karla Melo como Alison Espinoza
- Ariel Levy como Oliver Grez
- Catalina González como Sor Virginia
- Claudio Castellón como Jonathan Cubillos
- Aída Escuredo como Maya Zulueta
- Andrés Commentz como Tomás Toro
- Catalina Benítez como Agustina Garcés

### Recurrentes e invitados especiales
- Catalina Guerra como Cynthia Espinoza.[2][3]

- Rocío Toscano como Cynthia joven

- Cristián Arriagada como Ignacio "Nacho" Benavides.[4]
- Cristian Campos como  Raúl Bustamante (flashbacks)
- Consuelo Holzapfel como Madre Juana Alcayaga
- Liliana García como Dra. Sara Parker
- Gabriela Medina como Violeta Mardones
- Renato Illanes como Churruca
- John Serrano como Shakiro
- Andrea Freund como Teresita
- Amaya Forch como Patricia "Tía Peluche"
- Erto Pantoja como Waldo Cubillos
- Mabel Farías como Jael
- Tatiana Molina "La Care Monea"
- Ingrid Parra como Jeannette Duarte
- Catalina Martin como Tatiana
- Sebastián Arrigorriaga como Joaquín
- Rodrigo Contreras como Hernán Hernández
- Carolina Paulsen como "La Coneja"
- Lux Pascal como Valentín

## Audiencia
| Horário                 | # Eps. | Estreno            | Estreno         | Final               | Final           | Posición | Temporada | Media |
| Horário                 | # Eps. | Data               | Primer capítulo | Data                | Último capítulo | Posición | Temporada | Media |
| ----------------------- | ------ | ------------------ | --------------- | ------------------- | --------------- | -------- | --------- | ----- |
| Lunes - Miércoles 22:30 | 93     | 3 de enero de 2016 | 17,2            | 26 de julio de 2016 | 12,4            | -        | 2016      | 9,1   |

## Banda sonora
| Intérprete                   | Tema                          | Personaje(s)               | Actor(es)                                  |
| ---------------------------- | ----------------------------- | -------------------------- | ------------------------------------------ |
| Nicky Jam & Enrique Iglesias | «El perdón»                   | Tema principal             | Tema principal                             |
| Virus                        | «Una luna de miel en la mano» | Francisco                  | Francisco Pérez Bannen                     |
| Enanitos Verdes              | «El extraño del pelo largo»   | Francisco                  | Francisco Pérez Bannen                     |
| Journey                      | «When You Love A Woman»       | Francisco                  | Francisco Pérez Bannen                     |
| Virus                        | «Pronta entrega»              | Francisco                  | Francisco Pérez Bannen                     |
| Foreigner                    | «I want to know what love is» | Francisco                  | Francisco Pérez Bannen                     |
| Enanitos Verdes              | «Tus viejas cartas»           | Francisco y Rafaela (1988) | Max Salgado y Katherine Muñoz              |
| Enanitos Verdes              | «Tus viejas cartas»           | Francisco y Rafaela (2016) | Francisco Pérez Bannen y Tamara Acosta     |
| Mecano                       | «Me cuesta tanto olvidarte»   | Rafaela                    | Tamara Acosta                              |
| Vicentico                    | «No te apartes de mí»         | Rafaela y Alejandro        | Tamara Acosta y Pablo Macaya               |
| Reo Speedwagon               | «Can't Fight This Feeling»    | Francisco y Katia          | Francisco Pérez Bannen y Fernanda Urrejola |
| Jesse & Joy                  | «Me quiero enamorar»          | Francisco y Katia          | Francisco Pérez Bannen y Fernanda Urrejola |
| Alicia Keys                  | «If I Ain't Got You»          | Katia                      | Fernanda Urrejola                          |
| Roxette                      | «Listen to Your Heart»        | Fátima                     | Sigrid Alegría                             |
| Santa María                  | «Mis cenizas»                 | Eliseo                     | Nestor Cantillana                          |
| Madvanna                     | «Contra la pared»             | Bastián                    | Jaime Artus                                |
| Nicole                       | «Tal vez me estoy enamorando» | Palanca e Isidora          | Claudio Castellón y Catalina Castelblanco  |
| Paulino Monroy               | «Frenesí»                     | Bastián y Maya             | Jaime Artus y Aída Escuredo                |
| Parallel                     | «Las Estrellas»               | Oliver y Gracia            | Ariel Levy y Daniela Nicolás               |
| Magic!                       | «No way no»                   | Gabriel y Tommy            | Hernán Contreras y Andrés Commentz         |
| Israel Kamakawiwoʻole        | «Somewhere Over The Rainbow » | Gabriel y Tommy            | Hernán Contreras y Andrés Commentz         |
| Fontana                      | «Somos Dos»                   | Gabriel y Sor Virginia     | Hernán Contreras y Catalina González       |
| ChocQuibTown                 | «Cuando te veo»               | Alison y Gabriel           | Karla Melo y Hernán Contreras              |
| ChocQuibTown                 | «Cuando te veo»               | Alison y Palanca           | Karla Melo y Claudio Castellón             |
| Maroon 5                     | «Moves Like Jagger»           | Oliver                     | Ariel Levy                                 |
| Mr. Dominican ft Tigre Fino  | «Ven pa que mueva»            | Janín                      | Patricia López                             |
| Noche de Brujas              | «Amor Secreto»                | Janin y Tito               | Patricia López y Alejandro Trejo           |
| Combo Chabela                | «Yo te vi»                    | Alison                     | Karla Melo                                 |
| La Teruka                    | «Melón con vino»              | Alison                     | Karla Melo                                 |
| War                          | «Low Rider»                   | Cristián                   | Luis Gnecco                                |
| Carolina Nissen              | «Bajo el agua»                | Isidora                    | Catalina Castelblanco                      |
| La Teruka                    | «Melón Con Vino»              | Locaciones                 | Locaciones                                 |
| Kenny Loggins                | «I'm Alright»                 | Locaciones                 | Locaciones                                 |
| Robert Palmer                | «Addicted To Love»            | Locaciones                 | Locaciones                                 |
| Aterrizaje Forzoso           | «Despertar sin ti»            | Locaciones                 | Locaciones                                 |
| Cinema                       | «Los locos rayados»           | Locaciones                 | Locaciones                                 |

## Controversia por plagio
La telenovela fue acusada de plagio por el actor Álex Rivera y el guionista Marcelo Guajardo. En junio de 2014, ambos fueron seleccionados para trabajar en un taller de guion de Canal 13, donde crearon una obra titulada Qué hay de nuevo viejo, la cual narra cómo una persona queda inconsciente tras sufrir un accidente y recobra el conocimiento años después, debiendo adaptarse a esa nueva época. Sergio Díaz, jefe de guionistas del canal, les dijo a los autores que la idea no generaría demasiado interés debido a su falta de verosimilitud. Rivera y Guajardo inscribieron el guion en julio de 2014, mientras que Canal 13 hizo lo propio con Veinteañero a los 40 en marzo de 2015. En julio de 2018, el Tribunal Oral en lo Penal de Santiago determinó que la teleserie es un plagio, dándole la razón a Rivera y Guajardo. Sergio Díaz fue condenado a 204 días de presidio remitido y a pagar una multa de 10 UTM. No obstante, tras un recurso de nulidad presentado por la estación, la Corte Suprema determinó en octubre del mismo año que dicha sentencia se adoptó con infracción al debido proceso debido a una actitud parcial de parte del juez, por lo cual la anuló y ordenó un nuevo juicio. En noviembre de 2018, el Tercer Tribunal Oral en lo Penal de Santiago absolvió a Díaz por considerarse que no había evidencias del delito; ante ello, Rivera y Guajardo recurrieron al Tribunal Constitucional (TC), el cual declaró inadmisible el requerimiento en enero de 2019.